# Record de Tunisie du 10 000 mètres
Le record de Tunisie du 10 000 m est actuellement détenu par Mohammed Gammoudi chez les hommes, en 27 min 54 s 69, et par Soulef Bouguerra chez les femmes, en 33 min 12 s 98.

## Hommes
| Athlète           | Performance    | Club                                    | Lieu   | Date         |
| Mohammed Gammoudi | 27 min 54 s 69 | Association sportive militaire de Tunis | Munich | 31 août 1972 |

## Femmes
| Athlète          | Performance    | Club                               | Lieu     | Date         |
| Soulef Bouguerra | 33 min 12 s 98 | Club sportif de la Garde nationale | Bucarest | 10 août 2003 |